# 괴물군 (드라마)
《괴물군》(일본어: 怪物君)은 몬스터왕자 몽짱를 원작으로, NTV에서 토요일 오후 9시에 2010년 4월 17일부터 6월 10일까지 괴물군(일본어: 怪物くん)이란 제목으로 방송된 일본 텔레비전 드라마이다. 종영후에 2011년 10월 15일에 스페셜편이 방송되었다.

## 줄거리
철없는 괴물랜드의 왕자 카이부츠 타로가, 아버지의 괴물대왕의 명령으로 괴물대왕의 자리를 물려받을 수 있는 자격을 갖추기 위해서 인간계에 내려가서 수행을 하게 된다. 이때 집사인 드라큘라, 늑대인간, 프랑켄슈타인 3명을 같이 데려가게 된다. 인간계에서 우타코라는 소녀가장과 히로시라는 그녀의 동생을 만나게 된다. 또한 괴물랜드의 적인 악마족의 데모킹과 데모리나와의 투쟁도 생기게 된다. 데모리나와 데모킹의 계략으로 인해 여러 사건이 일어나게 된다. 그런 이유로타로 왕자와 3명의 집사, 우타코와 히로시에게 여러 일이 일어나게 되고, 타로 왕자는 자신에 대해 깨닫게 되고 성장해가는 이야기이다.

## 등장 인물
- 카이부츠 타로 :오노 사토시/괴물군의 집사 마츠모토 준
- 괴물대왕 : 카가 타케시/괴물대왕 집사 : 한카이 카즈아키
- 드라큘라 : 야시마 노리토/늑대인간 : 우에시마 류헤이
- 프랑켄슈타인 : 최홍만/데모킹 : 마츠오카 마사히로
- 데모리나 : 이나모리 이즈미/악마 : 츠다 칸지/닥터 마리스 : 이이다 키스케
- 이치카와 우타코 : 카와시마 우미카/이치카와 히로시 : 하마다 타츠오미/순경 : 미야케 히로키

## 스탭
- 프로듀서 : 이케다 켄지, 하라후지 카즈키, 아키모토 타카유키
- 각본 : 니시다 마사후미, 다카하시 유야 (제4화, 제6화만 공동 각본)
- 연출 : 나카지마 사토루, 카리야마 슌스케, 이시오 준
- 음악 : 이즈츠 아키오
- 사운드 디자인 : 이시이 카즈유키
- CG : EDP Graphic Works
  - OP·VFX : 쿠마모토 나오키
- 컨셉 디자인 매트 페인트 : 기무라 토시유키
- 기술·예술 협력 : NiTRo, NTV 아트, 비디오 서비스, 소니 PCL, Creative Salon DTJ
- 협력 : 제이스톰
- 제작 협력 : 사무실 크레센도
- 제작 저작권 : NTV

## 방영일 및 시청률
| 각화                                      | 방송일           | 시청률 |
| ----------------------------------------- | ---------------- | ------ |
| 제1화                                     | 2010년 4월 17일  | 17.5%  |
| 제2화                                     | 2010년 4월 24일  | 15.6%  |
| 제3화                                     | 2010년 5월 1일   | 12.8%  |
| 제4화                                     | 2010년 5월 8일   | 13.1%  |
| 제5화                                     | 2010년 5월 15일  | 12.5%  |
| 제6화                                     | 2010년 5월 22일  | 12.1%  |
| 제7화                                     | 2010년 5월 29일  | 13.9%  |
| 제8화                                     | 2010년 6월 5일   | 14.1%  |
| 최종화                                    | 2010년 6월 12일  | 13.7%  |
| 평균 시청률: 13.9%                        |                  |        |
| (시청률은 간토 지방·비디오 리서치사 조사) |                  |        |
| 특별편                                    | 2010년 6월 26일  | 11.6%  |
| 스페셜                                    | 2011년 10월 15일 | 14.3%  |

## 영화
《영화 괴물군》(일본어: 映画 怪物くん)은 2010년, 2011년 방송된 텔레비전 드라마판의 속편으로, 3D·2D 동시 상영되는 영화로 제작되었다. NTV에서 제작하는 영화로는 《20세기 소년》 급의 약 20억엔의 제작비를 투입한 방화는 최대의 프로젝트라고 발표하였다. 일본에서 2011년 11월 26일 개봉하여, 흥행수입은 30.8억엔을 기록하며, 대히트하였다.